# توکای پشت‌زیتونی
توکای پشت‌زیتونی (نام علمی: Catharus ustulatus) نام یک گونه از سرده توکای کاثاروس است.